# Arthur Knudsen
Christian Henry Hammer Arthur Africanus Knudsen (18. marts 1825 i Tripolis – 12. juni 1914 i København) var en dansk embedsmand, bror til Edmund Knudsen.
Han var en søn af generalkonsul Peter Knudsen (1793-1865) og Maria født Marini. Han deltog i Treårskrigen, blev overkrigskommissær, inspektør og regnskabsfører ved Søofficersskolen. Ved sin pensionering var han etatsråd og blev i 1906 ophøjet til konferensråd. Knudsen var Ridder af Dannebrog (29. oktober 1879), bar Erindringsmedaljen for Krigen 1848-50 og Frelserordenen.
19. maj 1855 i Garnisons Kirke ægtede han Caroline Adophine Octavia von Hedemann (18. november 1830 i København - 11. februar 1900 sammesteds), datter af generalløjtnant Hans Hedemann.